# リッキー・デイビス
リッキー・デイビス（Ricky Davis, フルネーム Tyree Ricardo Davis, 1979年9月23日 - ）は、アメリカ合衆国ネバダ州ラスベガス出身の元バスケットボール選手。身長201cm、体重88kg。ポジションはシューティングガード、スモールフォワード。

## 経歴
アイオワ大学在学中に、NBAドラフトにアーリーエントリーすることを宣言。1998年のNBAドラフトで全体21位でシャーロット・ホーネッツ（現ニューオーリンズ・ペリカンズ）に指名された。
デビュー後2年間ホーネッツでプレーするが、50試合前後の出場にとどまり、伸び悩む。3年目にマイアミ・ヒートに移籍するも、怪我のためにほぼ全休となった。
01-02シーズン開幕前にヒートはクリーブランド・キャバリアーズとトロント・ラプターズを交えた三角トレードを実行し、デイビスをキャブスに放出する。ベンチ出場ながらローテーションに食い込み、キャリア初の全試合出場と、1試合平均2桁得点の成績を残す。02-03シーズンはチームのエースとしてプレーした。チームは下位に止まったが、デイビスは初の平均20点オーバーの成績を残した。しかし、翌シーズンのドラフトで、キャブスはレブロン・ジェームズを1位指名。レブロン中心のチーム作りのため、デイビスはボストン・セルティックスへ放出された。
セルティックスではポール・ピアースらの控えとしてプレー。シックスマンとして毎試合30分以上出場するなど、チームに欠かせない存在となっていた。セルティックスでの3シーズン目となる05-06シーズン、デイビスは先発に昇格するが、チームは低迷。シーズン途中のトレードでミネソタ・ティンバーウルブズに移籍した。
ウルブズでも先発の座を確保し、ケビン・ガーネットらと共にプレーするも、チームは2年連続でプレーオフ出場を逃してしまった。
07-08シーズン開幕前に緊急獲得でマイアミ・ヒートに移籍。
08-09シーズン、ロサンゼルス・クリッパーズと契約。2シーズンプレーした。
2010年以降はNBAのチームと契約することが出来ず、Dリーグや海外リーグでプレー。2014年以降は引退状態となっている。

## トリプル・ダブル達成事件
キャブスのエースとしてプレーしていた02－03シーズンの本拠地でのユタ・ジャズ戦で、デイビスはキャリア初のトリプル・ダブルまであと1リバウンドと迫っていた。このとき、デイビスは前代未聞の暴挙に出る。タイムアウトが明け味方からインバウンズ・パスを受け取ると、攻め込むべき相手陣地へ向かわず自軍のゴールに向かってドリブルして行き、そのまま自軍ゴールにレイアップシュート、わざとリングの下にボールをあて自らリバウンドをキャッチしたのである。この行動に相手チームだったジャズのジェリー・スローンヘッドコーチは激怒し、すぐさまデショーン・スティーブンソンにファールを指示、デイビスは思いきり体当たりを喰らった。当然ながらアリーナのファンも大ブーイング。トリプル・ダブルの記録は間もなく取り消され、アメリカのメディアもデイビスに対し容赦なく批判をぶつけた。
この事件がきっかけでデイビスのイメージは「自分勝手な男」として固まったが、セルティックス移籍後は一変し、ポール・ピアース、ゲイリー・ペイトンらのフォローを淡々とこなした。
本人もこのことに関しては反省しており、「あの時自分は若かった」と述べている。